# 厉鼎凯
厉鼎凯（1934年—2018年11月18日），男，祖籍江苏仪征，生于江苏南京，美国生理学家，曾任美国国立健康研究院酒精滥用和酒精依赖研究所所长、研究员。

## 家庭
父亲厉斯昭。哥哥厉鼎毅。